# Bernhard Solger (Mediziner)

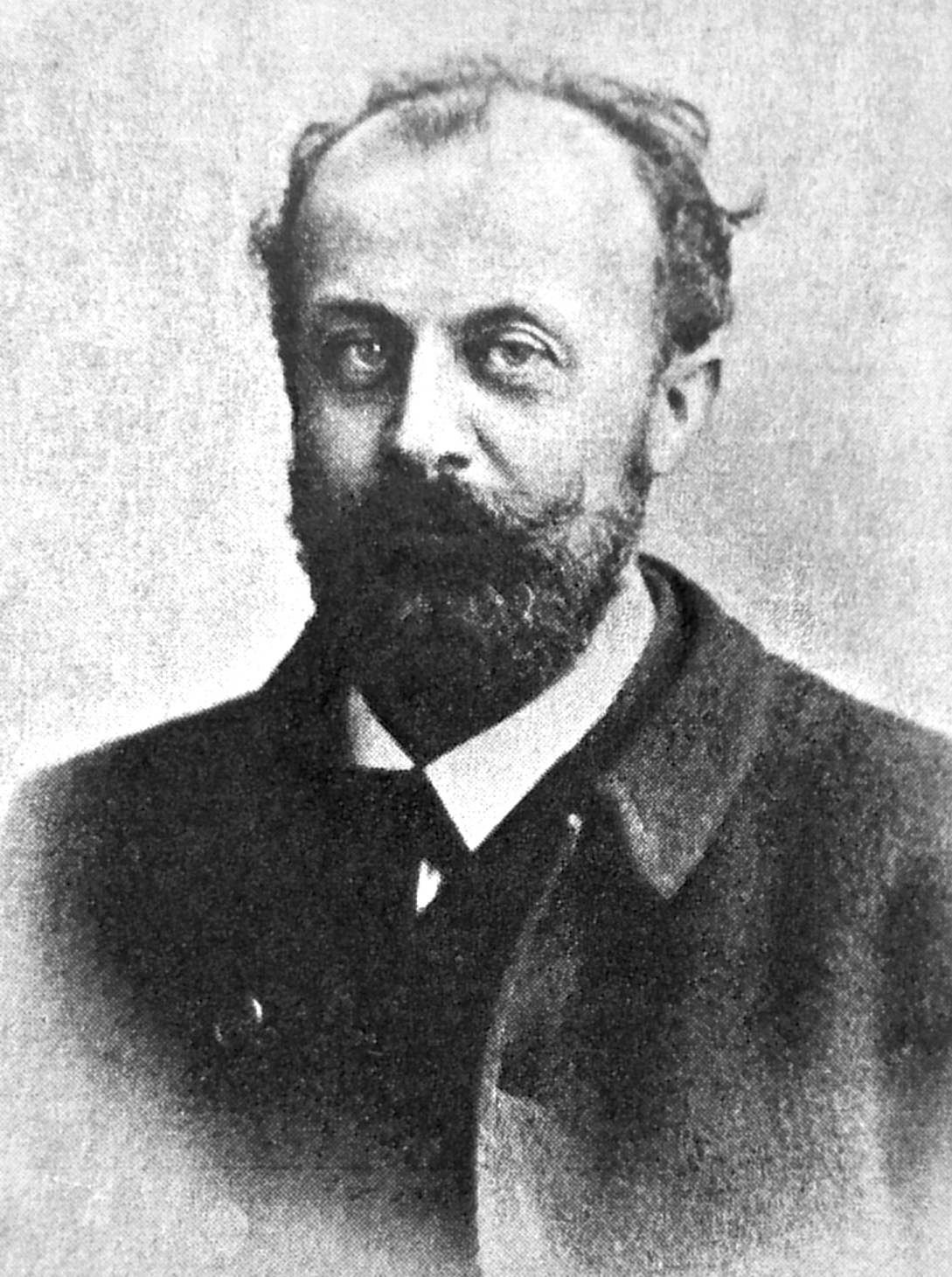
Bernhard Solger

Bernhard Solger (* 5. Dezember 1849 in Untermerzbach; † 21. Februar 1935 in Neisse) war ein deutscher Anatom und Hochschullehrer.

## Leben
Bernhard Solger war das vierte Kind und der zweite Sohn der Eheleute Friedrich Solger und Dorothea Christa, geb. Dinkler. Im Kirchenbuch von Untermerzbach wird der Vater als „Friedrich Solger, vormals Vorstand der k. Gerichtsbehörde dahier, zur Zeit pensioniert als solcher, zugleich gräfl. von Rottenhanscher Rentenverwalter u. Rechts-Consulent“  bezeichnet.
Bernhard Solger besuchte die Volksschule in Coburg, dann das Casimirianum Coburg und das Gymnasium Christian-Ernestinum in Bayreuth. An der Friedrich-Alexander-Universität Erlangen, der Julius-Maximilians-Universität Würzburg, der Eberhard Karls Universität Tübingen und der Ludwig-Maximilians-Universität München studierte er Medizin. 1868 wurde er Mitglied des Corps Bavaria Würzburg. Während des Deutsch-Französischen Krieges war er als Arzt in einem Feldlazarett eingesetzt. 1872 wurde er an der Universität Würzburg zum Dr. med. promoviert. Das Staatsexamen bestand er im selben Jahr in München. Solger trat eine Assistentenstelle an der Universität Breslau an und habilitierte sich 1875 für Anatomie. Zum Prosektor ernannt, wurde er 1877 an die Friedrichs-Universität Halle versetzt. Im Jahr 1879 wurde er in die Deutsche Akademie der Naturforscher Leopoldina gewählt.  1882 erhielt er auf Antrag der Fakultät ein besoldetes Extraordinariat. 1886 wurde Solger auf ein Extraordinariat an der Universität Greifswald berufen. Im selben Jahr wurde ihm das neu eingerichtete Ordinariat für Anatomie übertragen. 1904 musste er wegen einer Erkrankung in den Ruhestand versetzt werden. Solger forschte vor allem zum Bau der Zelle, besonders des Zellkerns. Unter anderem entdeckte er die Zentralmasse der Pigmentzellen. Außerdem verfasste er Arbeiten über das Stützgewebe und die Anatomie der Drüsen.